# Traité de Greenwich
Le traité de Greenwich (connu aussi comme les traités de Greenwich) est signé par les représentants des royaumes d'Écosse et d'Angleterre le 1er juillet 1543 à Greenwich.
Le traité, préparé par le roi Henri VIII d'Angleterre, prévoit l'unification des deux royaumes. Il prévoit la paix entre les deux parties, et l'union de Marie Stuart, alors âgée de sept mois, à Édouard VI d'Angleterre, fils d'Henri VIII d'Angleterre.
Bien que signé puis ratifié le 25 août 1543 par le comte d'Arran, le traité est finalement rejeté par le Parlement écossais le 11 décembre 1543.